# Plutarco
Plutarco (em grego clássico: Πλούταρχος; romaniz.: Ploútarkhos, AFI: [plŭːtarkʰos]) ou Lúcio Méstrio Plutarco (em latim: Lucius Mestrius Plutarchus (em grego, Λούκιος Μέστριος Πλούταρχος), ca. Queroneia, 46 d.C. – Delfos, 120 d.C., foi um historiador, biógrafo, ensaísta e filósofo médio platônico grego, conhecido principalmente por suas obras Vidas Paralelas e Morália.

## Biografia
Pertencente a uma família proeminente, nasceu em Queroneia, na Beócia, a cerca de 30 quilômetros a leste de Delfos. Viajou pela Ásia e pelo Egito, viveu algum tempo em Roma e foi sacerdote de Apolo em Delfos em 95. O seu enorme prestígio valeu-lhe a obtenção de direitos de cidadão em Delfos, Atenas e mesmo em Roma (Mestrius Plutarchus).
Estudou matemática e filosofia na Academia de Atenas sob Amônio de Atenas de 66 a 67.
Após concluir sua educação, visitou o Egito. A "sabedoria dos egípcios" sempre fascinou os gregos e, neste período, Alexandria, com sua famosa biblioteca, era um importante centro da atividade intelectual grega.
O evento mais importante de sua vida é, sem dúvida, quando viajou para a Itália e para Roma, onde aprendeu um pouco de latim. Em Roma, pesquisou sobre antiguidades e lecionou filosofia e outros assuntos. Muitas dessas aulas foram depois refeitas por ele em vários pequenos tratados, sobre vários assuntos sob o título de Morália.
Em algum momento, Plutarco assumiu cidadania romana. Como evidenciado por seu novo nome, Lúcio Méstrio Plutarco, o seu patrocinador para a cidadania era Lúcio Méstrio Floro, um cônsul romano de quem Plutarco também usou como uma fonte histórica para seu escrito A vida de Oto.
Plutarco morreu entre os anos 119 e 120 em Delfos. Há uma reconstituição da biografia de Plutarco a partir de seus escritos na Introdução do volume: Plutarco. "Da Malícia de Heródoto" (edição bilíngue). Estudo, tradução e notas de Maria Aparecida de Oliveira Silva. São Paulo: Edusp/Fapesp, 2013.

## Trabalho como magistrado e embaixador
Além de suas funções como sacerdote do Templo de Delfos, Plutarco também foi um magistrado em Queroneia e representou sua pátria em várias missões em países estrangeiros. Plutarco ocupava o cargo de arconte em seu município natal, provavelmente apenas um trabalho anual que, é provável, serviu mais de uma vez.
Plutarco foi epimelete (gerente) da Liga Anfictiônica por pelo menos cinco mandatos, de 107 a 127, função na qual foi responsável pela organização dos Jogos Píticos. Ele menciona esse serviço em sua obra, Whether an Old Man Should Engage in Public Affairs (17 = Moralia 792f.
A Suda, uma enciclopédia grega medieval, afirma que Trajano fez de Plutarco procurador da Ilíria. No entanto, a maioria dos historiadores considera isso improvável, uma vez que a Ilíria não era uma província procuradora.
De acordo com o historiador dos séculos 8 e 9 George Syncellus, no final da vida de Plutarco, o imperador Adriano nomeou-o procurador nominal da Acaia – o que lhe dava o direito de usar as vestes e ornamentos de um cônsul.

## Vidas Paralelas

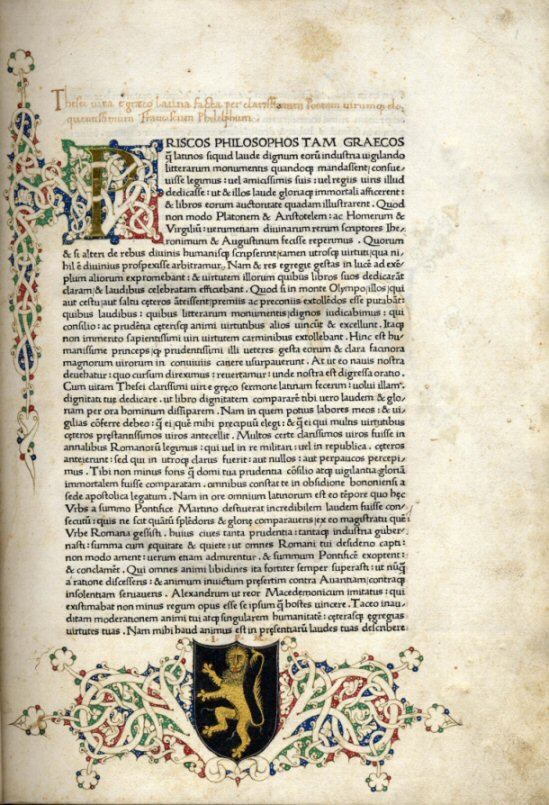
Uma página da impressão de Ulrich Han de 1470 das Vidas Paralelas de Plutarco

A obra mais conhecida de Plutarco é a Vidas Paralelas, uma série de biografias de ilustres gregos e romanos, organizadas em pares para iluminar suas virtudes e vícios morais comuns, sendo assim mais uma visão da natureza humana do que um relato histórico. As vidas sobreviventes contêm 23 pares, cada um com uma vida grega e uma vida romana, bem como quatro vidas solteiras não pareadas.
Como é explicado no parágrafo inicial de sua Vida de Alexandre, Plutarco não se preocupou tanto com a história quanto com a influência do caráter, bom ou ruim, na vida e nos destinos dos homens. Enquanto às vezes ele mal tocava em eventos que marcavam época, ele dedicava muito espaço a anedotas encantadoras e trivialidades incidentais, argumentando que isso muitas vezes dizia muito mais para seus súditos do que até mesmo suas realizações mais famosas. Procurou fornecer retratos arredondados, comparando seu ofício ao de um pintor; na verdade, ele fez um tremendo esforço (muitas vezes levando a comparações tênues) para traçar paralelos entre a aparência física e o caráter moral. De muitas maneiras, ele deve ser contado entre os primeiros filósofos morais.
Algumas das Vidas, como as de Héracles, Filipe II da Macedônia, Epaminondas, Cipião Africano, Cipião Emílio e possivelmente Quinto Cecílio Metelo Numidicus não existem mais; muitas das Vidas restantes estão truncadas, contêm lacunas óbvias ou foram adulteradas por escritores posteriores. As Vidas existentes incluem as de Sólon, Temístocles, Aristides, Agesilau II, Péricles, Alcibíades, Nicias, Demóstenes, Pelopidas, Filopoemen, Timoleon, Dion de Siracusa, Eumenes, Alexandre, o Grande, Pirro do Épiro, Rômulo, Numa Pompílio, Coriolano, Teseu, Emílio Paulo, Tibério Graco, Caio Graco, Caio Mário, Sula, Sertório, Lúculo, Pompeu, Júlio César, Cícero, Catão, o Velho, Marco Antônio e Marco Júnio Bruto.

## Filosofia

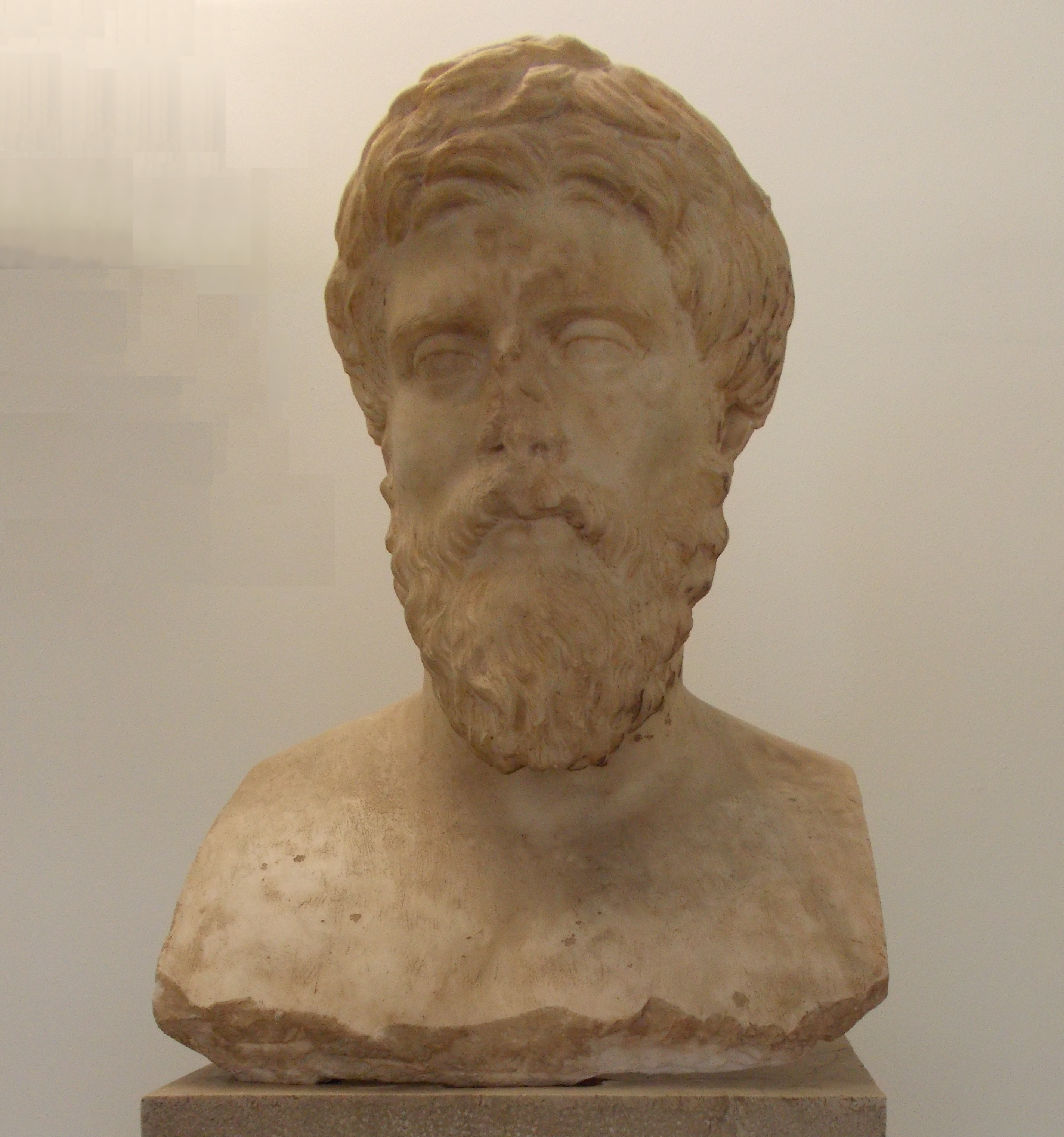
Provável busto de Plutarco, no Museu Arqueológico de Delfos

Plutarco era platônico, mas estava aberto à influência dos peripatéticos e, em alguns detalhes, até mesmo ao estoicismo, apesar de suas críticas aos seus princípios. Ele rejeitou apenas o epicurismo absolutamente. Ele dava pouca importância às questões teóricas e duvidava da possibilidade de resolvê-las. Ele estava mais interessado em questões morais e religiosas.
Em oposição ao materialismo estoico e ao ateísmo epicurista, ele acalentava uma ideia pura de Deus que estava mais de acordo com Platão. Ele adotou um segundo princípio (Dyad) para explicar o mundo fenomenal. Esse princípio ele buscou, no entanto, não em qualquer matéria indeterminada, mas no mundo-alma maligno que desde o início esteve ligado à matéria, mas na criação foi preenchido com a razão e organizado por ela. Assim, transformou-se na alma divina do mundo, mas continuou a operar como a fonte de todo o mal. Ele elevou Deus acima do mundo finito e, assim, os daemons tornaram-se para ele agentes da influência de Deus no mundo. Ele defendeu fortemente a liberdade da vontade e a imortalidade da alma.
A ética platônico-peripatética foi defendida por Plutarco contra as teorias opostas dos estoicos e epicuristas. A característica mais característica da ética de Plutarco é, no entanto, a sua estreita ligação com a religião. Por mais pura que seja a ideia de Deus de Plutarco, e por mais vívida que seja a sua descrição do vício e da corrupção que a superstição causa, os seus calorosos sentimentos religiosos e a sua desconfiança dos poderes humanos do conhecimento levaram-no a acreditar que Deus vem em nosso auxílio por revelações diretas, que percebemos tanto mais claramente quanto mais completamente nos abstemos em "entusiasmo" de toda a ação; isso possibilitou que ele justificasse a crença popular na adivinhação da maneira que há muito era usual entre os estoicos.
Sua atitude em relação à religião popular era semelhante. Os deuses de diferentes povos são apenas nomes diferentes para um mesmo Ser divino e os poderes que o servem. Os mitos contêm verdades filosóficas que podem ser interpretadas alegoricamente. Assim, Plutarco procurou combinar a concepção filosófica e religiosa das coisas e permanecer o mais próximo possível da tradição.
Plutarco foi o professor de Favorino.

## Influência
Os escritos de Plutarco tiveram uma enorme influência na literatura inglesa e francesa. Shakespeare parafraseou partes da tradução de Thomas North de Vidas selecionadas em suas peças, e ocasionalmente citou delas textualmente.
Jean-Jacques Rousseau cita Plutarco no Emílio de 1762, ou Sobre a Educação, um tratado sobre a educação de toda a pessoa para a cidadania. Rousseau introduz uma passagem de Plutarco em apoio à sua posição contra o consumo de carne: "'Tu me perguntas', disse Plutarco, 'por que Pitágoras se absteve de comer a carne dos animais... '".
Ralph Waldo Emerson e os transcendentalistas foram muito influenciados pela Moralia e, em sua brilhante introdução à edição de cinco volumes do século 19, ele chamou as Vidas de "uma bíblia para heróis". Ele também opinou que era impossível "ler Plutarco sem um formigamento do sangue; e aceito a frase de Mêncio: "Um sábio é o instrutor de cem idades. Quando se ouve falar dos modos de Loo, os estúpidos tornam-se inteligentes, e os vacilantes, determinados".
Os Ensaios de Montaigne baseiam-se extensivamente na Moralia de Plutarco e são conscientemente modelados nas investigações discursivas e descontraídas do grego sobre ciência, maneiras, costumes e crenças. Ensaios contém mais de 400 referências a Plutarco e suas obras.
James Boswell citou Plutarco sobre escrever vidas, em vez de biografias, na introdução de sua própria Vida de Samuel Johnson. Outros admiradores incluíam Ben Jonson, John Dryden, Alexander Hamilton, John Milton, Edmund Burke, Joseph De Maistre, Mark Twain, Louis L'amour, e Francis Bacon, bem como figuras tão díspares como Cotton Mather e Robert Browning.
A influência de Plutarco declinou nos séculos 19 e 20, mas permanece embutida nas ideias populares da história grega e romana. Uma de suas citações mais famosas foi uma que ele incluiu em uma de suas primeiras obras. "O mundo do homem é melhor capturado através da vida dos homens que criaram a história".

## Pseudo-Plutarco
Algumas edições da Moralia incluem várias obras agora conhecidas por terem sido falsamente atribuídas a Plutarco. Entre elas estão as Lives of the Ten Orators, uma série de biografias dos oradores do Ático baseadas em Cecílio de Calacte; Sobre On the Opinions of the Philosophers, On Fate, and On Music. Estas obras são todas atribuídas a um único autor desconhecido, referido como "Pseudo-Plutarco". Pseudo-Plutarco viveu em algum momento entre os séculos III e IV d.C. Apesar de falsamente atribuídas, as obras ainda são consideradas de valor histórico.